# QUINCY/コノヨノシルシ
『QUINCY／コノヨノシルシ』（クインシー／コノヨノシルシ）は、BoAの14枚目のシングル。

## 解説
- 3rdアルバム『LOVE & HONESTY』の後、韓国における4集『My Name』の活動のため、長いインターバルをおいての発売となった。
- ジャケットの腹筋が、編集で消されてしまっている。

## 収録曲
1. QUINCY
  - 作詞・作曲：Samuel Waermo、Marcus Dermulf、Jan Lysdahl、Harry Sommerdahl／日本語詞：康珍化／編曲：h-wonder

コーセー「Fasio」CMソング
タイトルはBoAの尊敬するクインシー・ジョーンズから取られたと思われる。公式サイトで「NEW STYLE SOUL DISCOナンバー!!」とうたわれている。第46回日本レコード大賞にて金賞を受賞した。
2. コノヨノシルシ
  - 作詞：相田毅／作曲・編曲：コモリタミノル

｢カルピスウォーター｣CMソング。
OAがきっかけで問い合わせが殺到し、急遽発売が決まった曲である。ファンクラブ投票で1位になったこともある。
3. QUINCY（Instrumental）
4. コノヨノシルシ（Instrumental）

## QUINCY -The Greatest ver.-
『QUINCY -The Greatest ver.-』(クインシー -ザ・グレイテスト・バージョン-)はBoAの配信限定シングル

### 解説
日本デビュー20周年を記念して行われるセルフカバー・プロジェクトの第7弾。
本作はディスコポップテイストのアレンジに生まれ変わらせて仕上げたと言う。

### 収録曲
1. QUINCY -The Greatest ver.- (3:08)
作詞・作曲：Samuel Waermo、Marcus Dermulf、Jan Lysdahl、Harry Sommerdahl  / 日本語詞：康珍化 / 編曲：STAINBOYS

## コノヨノシルシ -The Greatest ver.-
『コノヨノシルシ -The Greatest ver.-』（コノヨノシルシ -ザ・グレイテスト・バージョン-）はBoAの配信限定シングル

### 解説
日本デビュー20周年を記念して行われるセルフカバー・プロジェクトの第5弾。
本作はBoAの新たなボーカルとトラックがマッチするように制作されており、オリジナルよりもテンポを落として収録されている。

### 収録曲
1. コノヨノシルシ -The Greatest ver.- (3:58)
作詞：相田毅 / 作曲：コモリタミノル / 編曲：Tomoki Ihira